# Biologia ewolucyjna
Biologia ewolucyjna – dział biologii zajmujący się badaniem pochodzenia gatunków od wspólnych przodków, ich zmianami i różnicowaniem się w czasie. Stara się wyjaśnić przystosowania organizmów do środowiska oraz przyczyny ich zróżnicowania. Jest dziedziną interdyscyplinarną – łączy niektóre aspekty takich działów biologii jak zoologia, botanika, filogenetyka, genetyka, etologia, paleontologia czy geologia.

## Historia
Przed rokiem 1859 przystosowania organizmów do środowiska przyjmowano jako fakt bez zastanawiania się nad ich przyczyną lub – częściej – przypisywano je wszechmocnemu stwórcy. W 1859 roku opublikowana została praca naukowa O powstawaniu gatunków Karola Darwina, w której autor sformułował teorię ewolucji, wspierając ją dużą liczbą poczynionych przez siebie obserwacji. Darwin przedstawił również naturalne wytłumaczenie procesów ewolucyjnych – teorię doboru naturalnego. Wraz z publikacją O powstawaniu gatunków problem tworzenia w naturze stał się problemem należącym w pełni do nauk przyrodniczych. Obserwowana teleologia natury mogła być wyjaśniona – przynajmniej w zasadzie – jako wynik praw i procesów działających w przyrodzie, bez odwoływania się do sił niematerialnych. Zdaniem Francisco Ayali biologia jako nauka osiągnęła wówczas dojrzałość. Wraz z nowoczesną syntezą ewolucyjną w latach 30. i 40. XX wieku biologia w wielu aspektach stawała się bardziej zgodna z ideałami Darwina, niż była kiedykolwiek w XIX wieku – w 100 lat od opublikowania O powstawaniu gatunków filozoficzna dyskusja o biologii skoncentrowała się na rewolucji darwinowskiej. Filozof Kim Sterelny określił rozwój biologii ewolucyjnej od 1858 roku jako „jedno z wielkich intelektualnych osiągnięć nauki”.